# Berkeh-ye Khalaf
Berkeh-ye Khalaf (persiska: بركه خلف) är en ort i Iran.   Den ligger i provinsen Hormozgan, i den sydöstra delen av landet, 1 100 km söder om huvudstaden Teheran. Berkeh-ye Khalaf ligger 18 meter över havet och antalet invånare är 314.
Terrängen runt Berkeh-ye Khalaf är platt. Havet är nära Berkeh-ye Khalaf åt sydost.  Närmaste större samhälle är Qeshm, 16,3 km nordost om Berkeh-ye Khalaf. Trakten runt Berkeh-ye Khalaf är ofruktbar med lite eller ingen växtlighet.